# Endre Kabos
Endre Kabos (Oradea, 5 novembre 1906 – Budapest, 4 novembre 1944) è stato uno schermidore ungherese, vincitore di tre medaglie d'oro ed una di bronzo nella scherma ai giochi olimpici.